# Epipaleolític

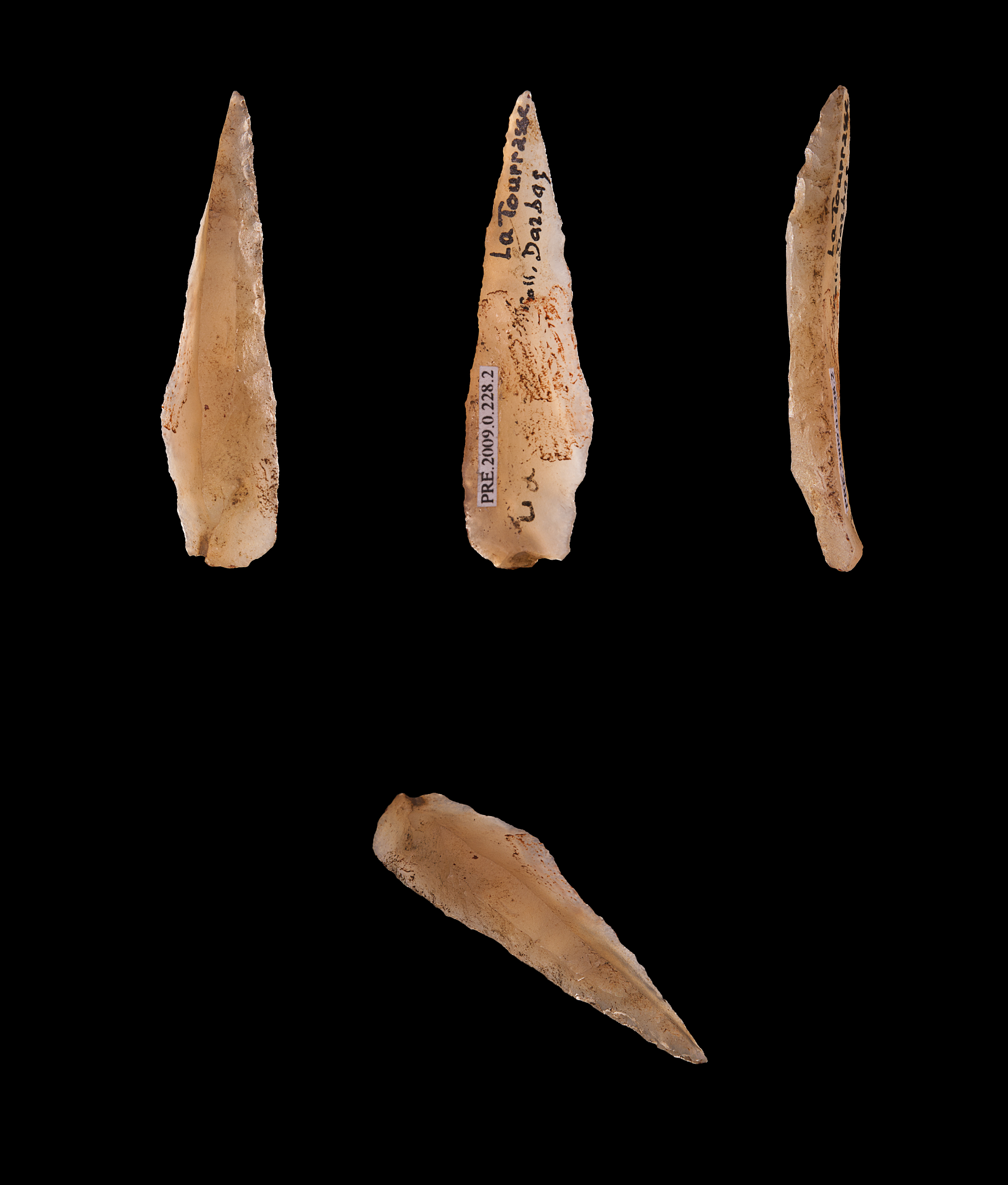
Vistes diferents d'una punta de l'azilià

L'Epipaleolític és una fase de la prehistòria. Correspon al període de l'Holocè en què els humans continuen mantenint les estratègies econòmiques de les societats caçadores recol·lectores paleolítiques, abans dels canvis cap a l'economia de producció (agricultura i ramaderia) pròpies del Neolític. Per tant, l'Epipaleolític s'inicia amb la fi de les glaciacions, que marquen el final del Paleolític fa uns 10.000 anys i s'estén fins a l'adveniment de l'agricultura, però en l'ús del terme es troben variacions importants segons els diferents corrents interpretatius.
El terme, que fa servir l'arrel grega epi, és a dir, "damunt" i, per tant, significaria "per damunt del Paleolític", fou introduït per grups d'investigació francesos a principi del segle xx com a alternativa a l'ús de Mesolític. Actualment, en l'àmbit anglosaxó, els dos termes es fan servir gairebé com a sinònims, mentre que en altres àmbits i segons els autors Mesolític es reserva per a les societats que mantenen l'economia de depredació, però que desenvolupen canvis interns que donaran lloc al Neolític o que han entrat en contacte amb societats neolítiques.
Durant aquest període, sorgeixen algunes cultures intermèdies: la del kebarià i l'azilià, derivat del magdalenià, són les més importants.
Una altra troballa de restes humanes a Urtiaga mostra que les característiques cromanyonoides persisteixen només parcialment evolucionant cap a l'ortognatisme (perfil recte de la cara, prescindint del nas), la rinoprosàpia (gran desenvolupament vertical de la cara amb relació a la longitud de la boca) i estretesa maxil·lar (vegeu cranologia i craniometria).

## Cultures
- Asturià (Epipaleolític)
- Natufià